# Fita de frontera

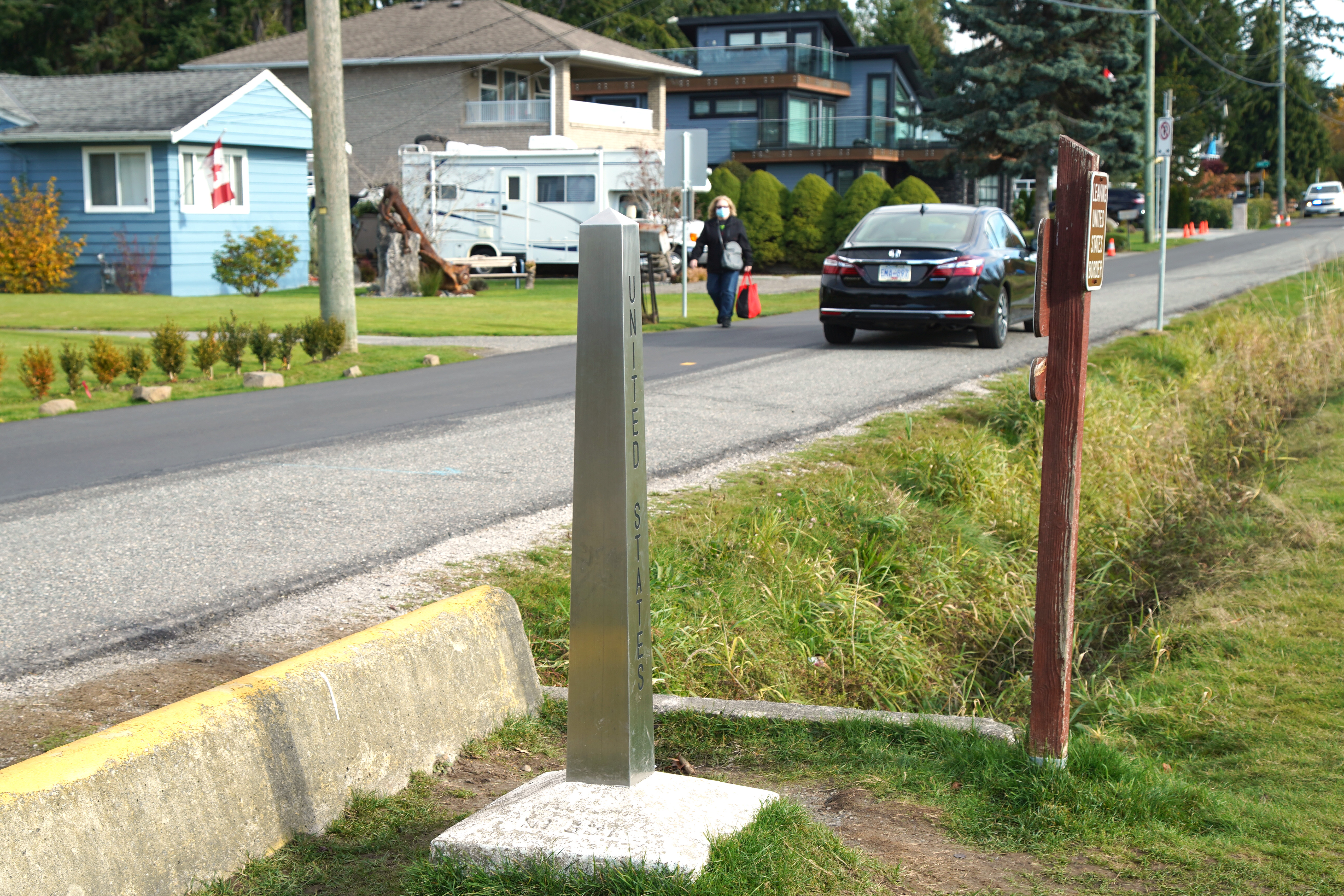
Una fita de frontera entre el Canadà (esquerra) i els Estats Units (dreta)

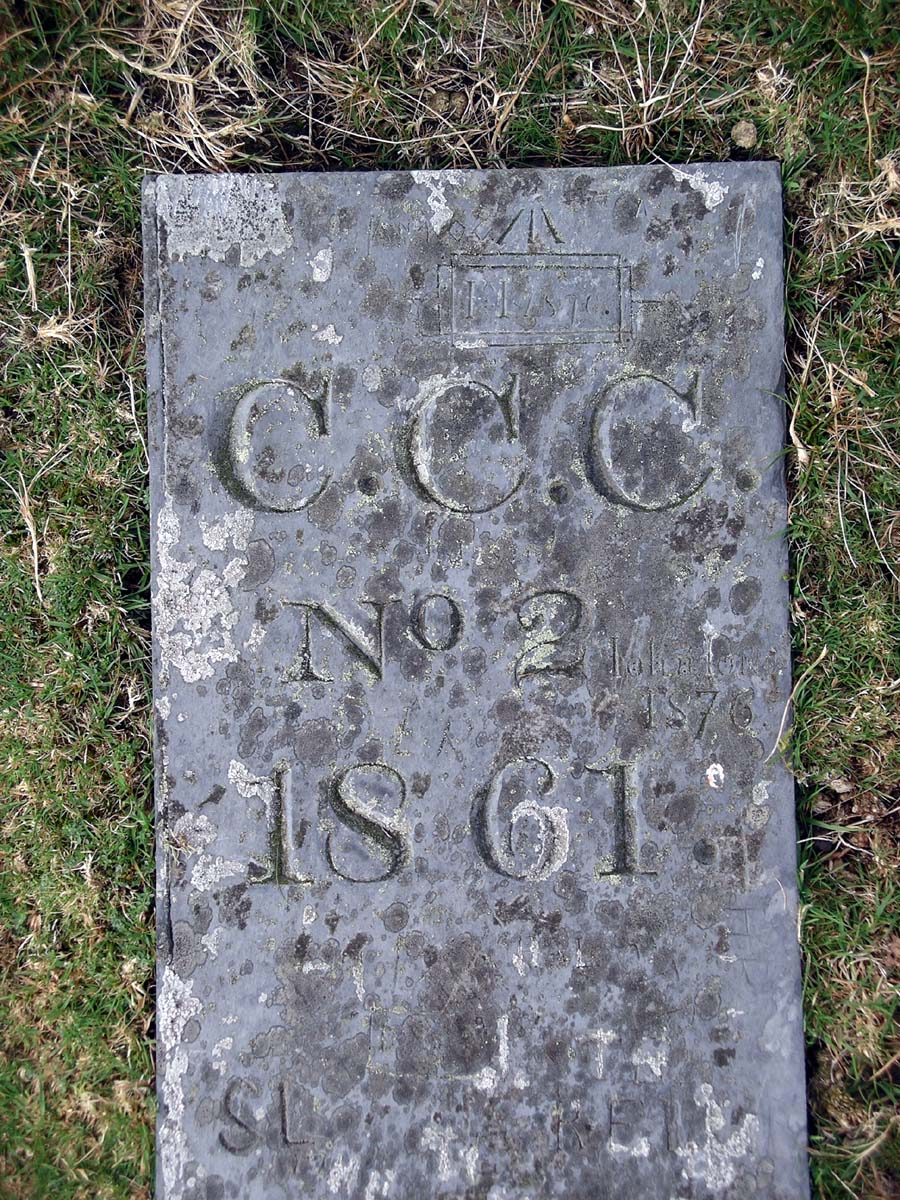
Una fita fronterera de pissarra a Maesglase

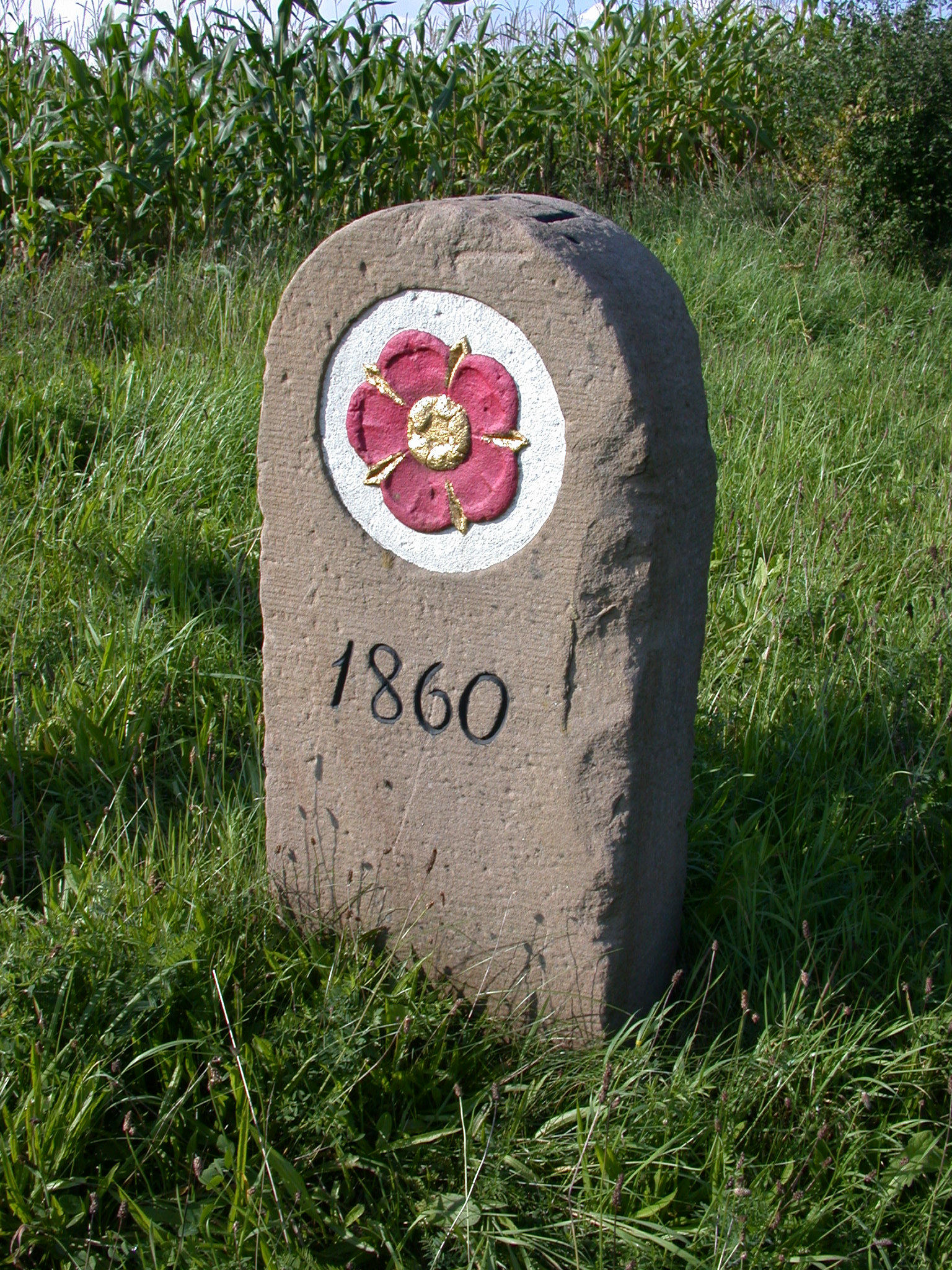
Límit històric entre el Principat de Lippe i el Regne de Prússia.

Una fita de frontera, (del llatí ficta), marcador o pedra de límit, marcador o pedra de frontera, és un marcador físic robust que identifica l'inici d'un límit terrestre o el canvi d'un límit, especialment un canvi de direcció d'un límit. Hi ha diversos altres tipus de marcadors de frontera amb nom, coneguts com a arbres de límit, pilars, monuments, obeliscs i cantonades. Els marcadors de vora també poden ser marcadors a través dels quals una línia de frontera passa en línia recta per determinar aquesta vora. També poden ser els marcadors a partir dels quals s'ha fixat un marcador de vora.

## Propòsit
Segons Josiah Ober, els marcadors de límit són "una manera d'imposar significats humans, culturals i socials a un entorn natural abans indiferenciat". Els marcadors de límit estan vinculats a les jerarquies socials, ja que deriven el seu significat de l'autoritat d'una persona o grup per declarar els límits d'un determinat espai de terra per raons polítiques, socials o religioses. Ober assenyala que "determinar qui pot utilitzar parcel·les de terra cultivable i amb quina finalitat té implicacions econòmiques immediates i evidents".
Moltes vores es van dibuixar al llarg de línies invisibles de latitud o longitud, fet que sovint creava la necessitat de marcar aquestes fronteres a terra, amb la màxima precisió possible, utilitzant la tecnologia del dia. Els avenços de la tecnologia GPS han demostrat que hi ha moltes fronteres marcades de manera incorrecta a terra.

Els marcadors de límit són integrals a la llei de límits als Estats Units, tant en els estats colonials originals com els afegits més tard durant l'expansió cap a l'oest (també conegut com a Public Land Survey System). Els marcadors de límit artificials, o monuments, es consideren els segons més alts de l'Ordre de l'Evidència en la llei de límits dels Estats Units, només darrere dels marcadors naturals com ara roques i rius. Els marcadors de límit també tenen significat legal al Japó i, generalment, s'instal·len a tot el país. Els marcadors encara s'utilitzen àmpliament per marcar les fronteres internacionals, que tradicionalment es classifiquen en dues categories: límits naturals, correlacionats amb característiques topogràfiques com rius o serralades, i límits artificials, que no tenen cap relació òbvia amb la topografia. Aquesta darrera categoria inclou les vores definides per marcadors de límit com ara pedres i murs. Es col·loquen marcadors de frontera internacionals i es poden mantenir per acord mutu dels països fronterers.

## Construcció
Els marcadors de límit, tradicionalment, eren sovint fets de pedra, però més tard molts s'han fet amb formigó o una barreja de materials. Normalment es col·loquen en un punt notable o especialment visible. Molts estan inscrits amb informació rellevant, com ara l'abreviatura del titular del límit i sovint una data.

## Galeria

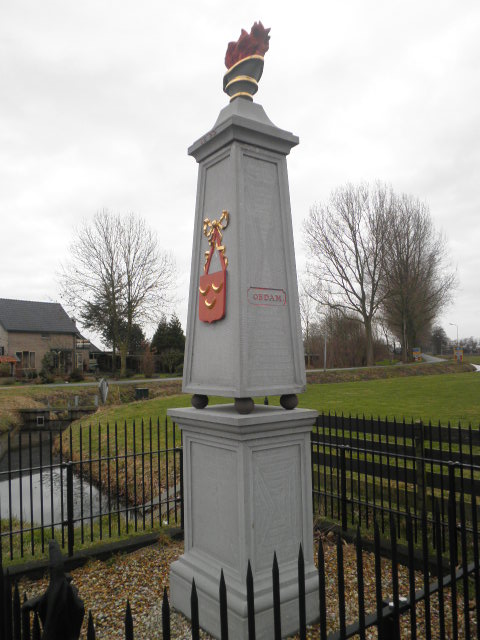
Una fita fronterera a Obdam, Països Baixos. Marca el límit entre Obdam i Hensbroek.
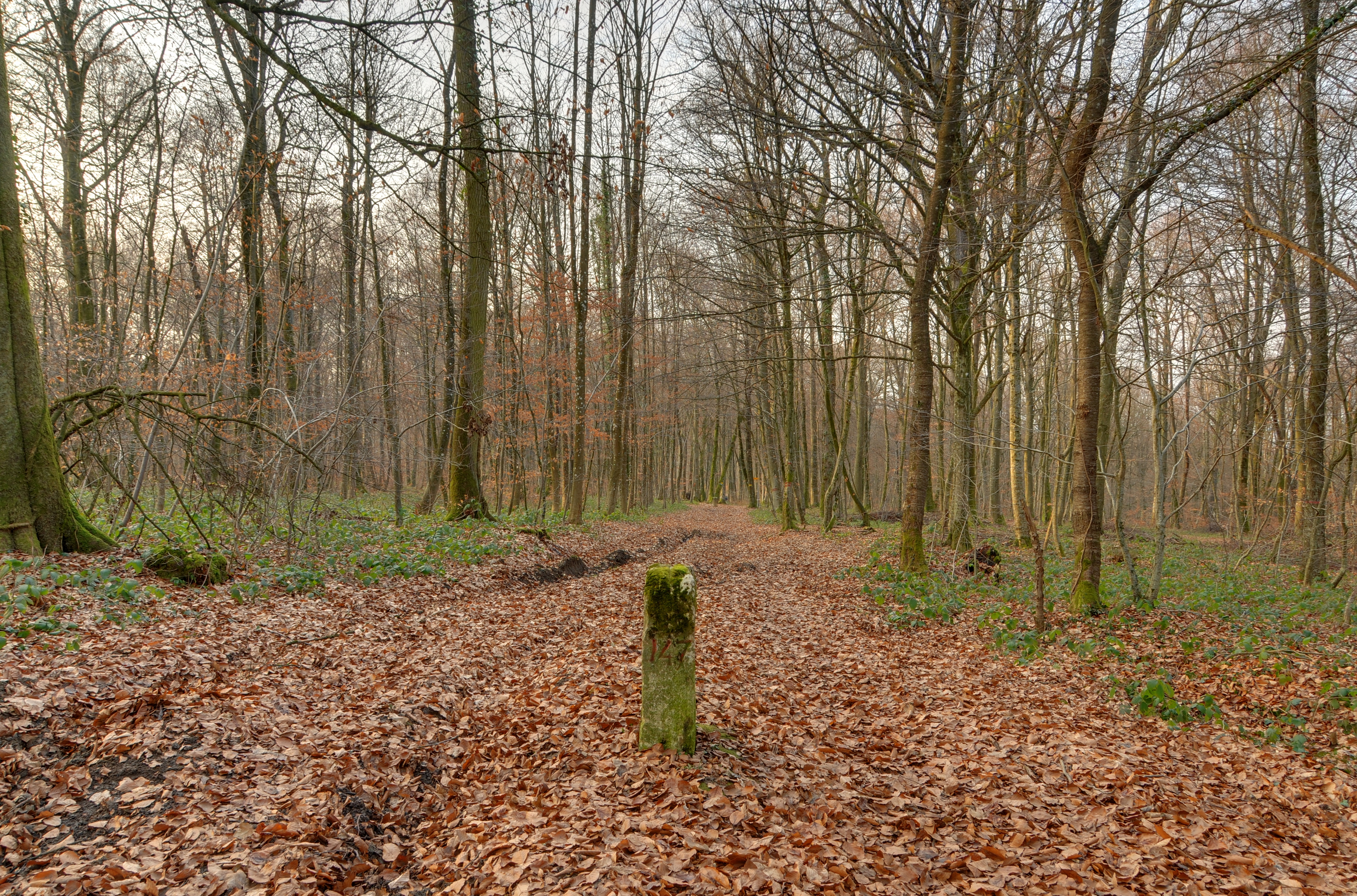
Dues fites frontereres franco-suïsses.
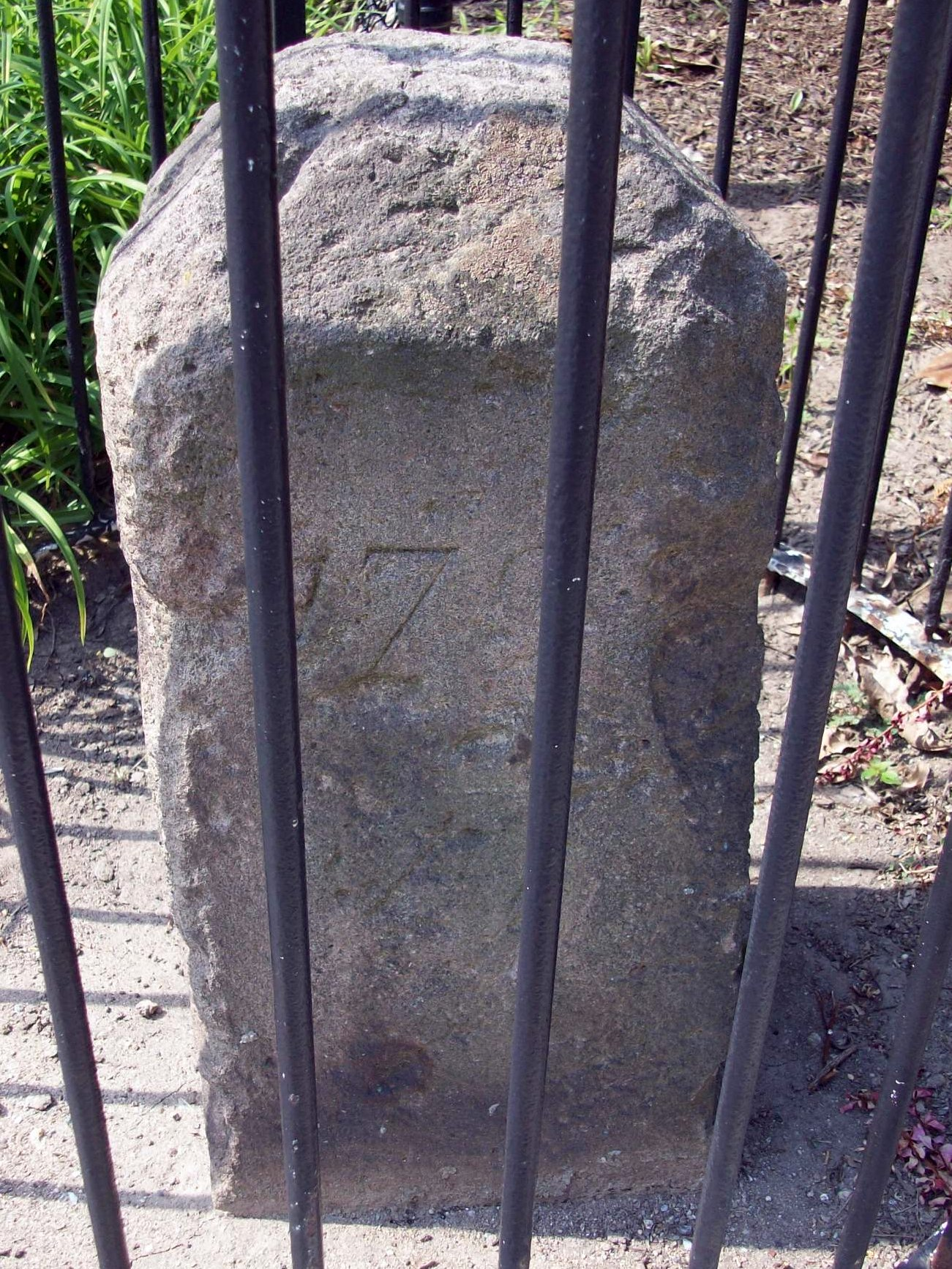
Pedra límit del Districte original de Colúmbia establerta el 1792 marcant el límit entre Washington DC i Maryland als Estats Units.
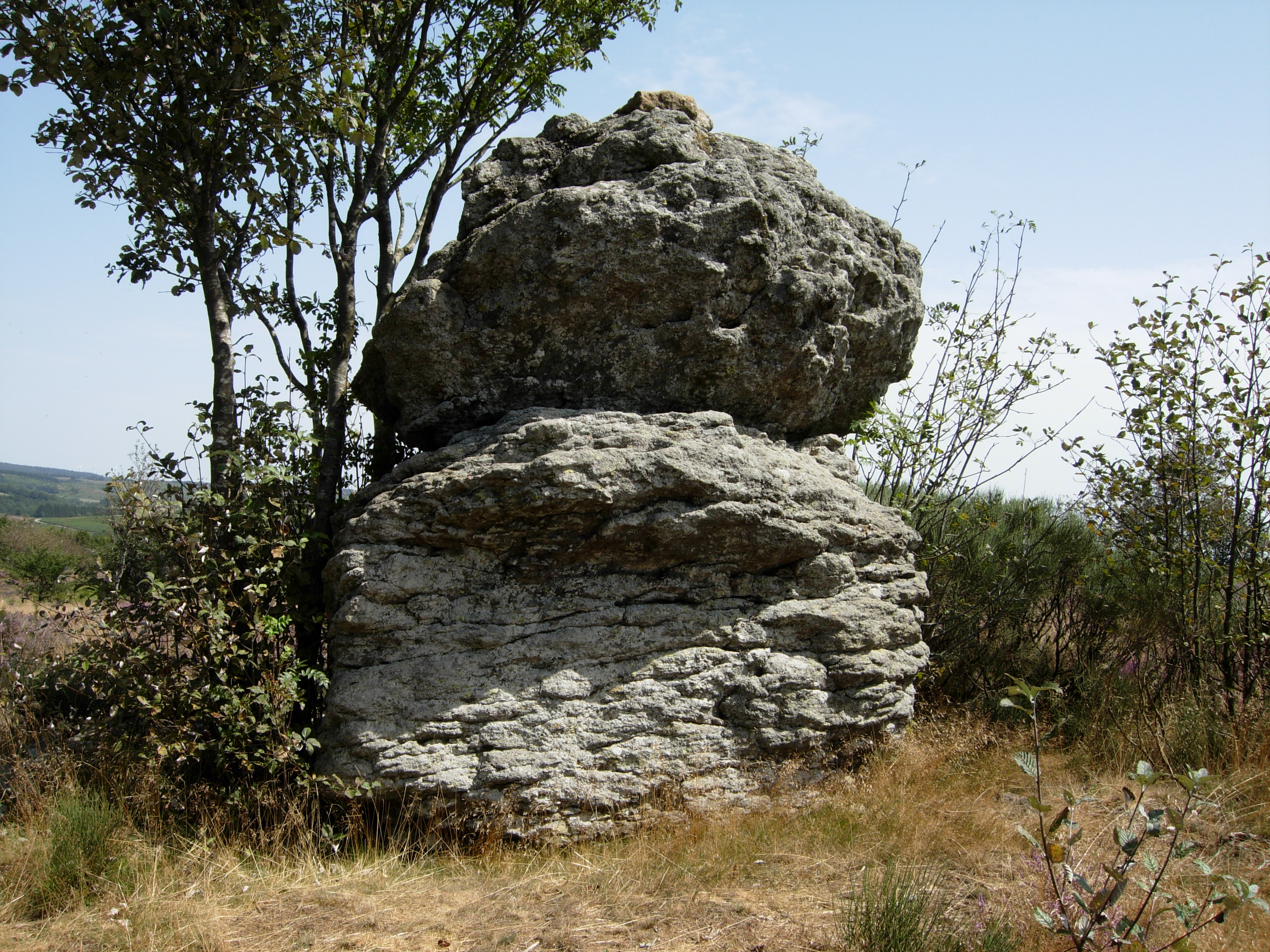
Fita fronterera a França entre les comunes de Nages, Murat-sur-Vèbre i Fraisse-sur-Agout